# 勒梅尼勒伯努瓦
勒梅尼勒伯努瓦（法語：Le Mesnil-Benoist，法語發音：[lə mɛnil bənwa] ⓘ）是法国卡尔瓦多斯省的一个旧市镇，属于维尔区。2017年，勒梅尼勒伯努瓦与临近的9个市镇合并为新市镇努德谢讷。

## 地理
勒梅尼勒伯努瓦（48°52'1"N, 0°59'6"W）面积2.62 平方千米，位于法国诺曼底大区卡爾瓦多斯省，该省份为法国西北部沿海省份，北濒大西洋英吉利海峡，东北与滨海塞纳省以海上边界相接，东临厄尔省，南至奧恩省，西与芒什省接壤。
与勒梅尼勒伯努瓦接壤的市镇（或旧市镇、城区）包括：朗代勒和库皮尼、勒梅尼勒科苏瓦、梅尼勒克兰尚、勒梅尼勒罗贝尔。

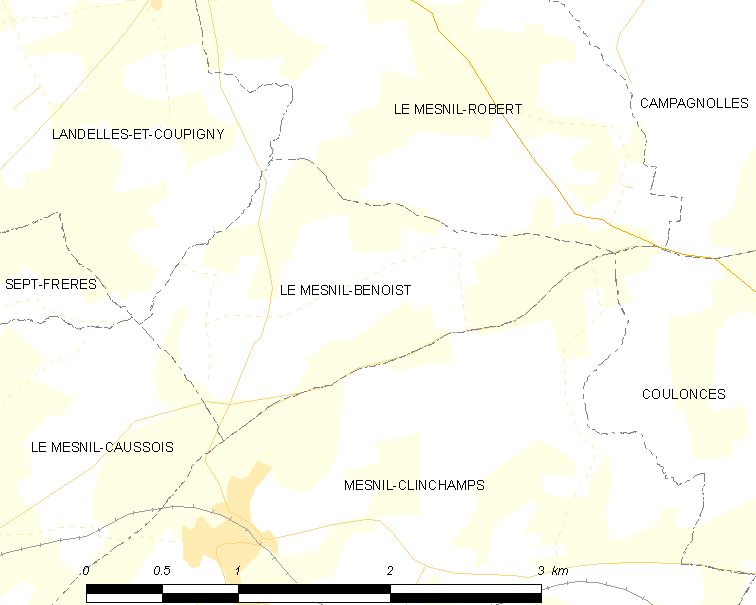
勒梅尼勒伯努瓦的OSM定位图

勒梅尼勒伯努瓦的时区为UTC+01:00、UTC+02:00（夏令时）。

## 行政
勒梅尼勒伯努瓦的邮政编码为14380，INSEE市镇编码为14415。

## 政治
勒梅尼勒伯努瓦所属的省级选区为维尔诺曼底县。

## 人口

1962-2008年间勒梅尼勒伯努瓦人口变化图示

勒梅尼勒伯努瓦于2018年1月1日时的人口数量为51人。